# 제7회 아카데미상
제7회 아카데미상은 1935년 2월 27일에 열린 시상식이다. LA 빌트모어 호텔에서 개최되었으며 사회자는 어빈 S. 코브이다.

## 후보 및 수상

### 작품상
- 어느 날 밤에 생긴 일 - Columbia 수상
- 배릿 오브 윔폴 스트리트 - MGM
- 클레오파트라 - Paramount
- 프러테이션 워크 - First National
- 게이 디보시 - RKO Radio
- 히어 컴스 더 네이비 - Warner Bros.
- 하우스 오브 로칠드 - Twentieth Century
- 슬픔은 그대 가슴에 - Universal
- 원 나잇 오브 러브 - Columbia
- 그림자 없는 남자 - MGM
- 비바 빌라! - MGM
- 화이트 퍼레이드 - Fox

### 남우주연상
- 어느 날 밤에 생긴 일 - 클락 게이블 수상
- 그림자 없는 남자 - 윌리엄 포웰
- 어페어 오브 셀리니 - 프랭크 모건

### 여우주연상
- 어느 날 밤에 생긴 일 - 클로데트 콜베르 수상
- 배릿 오브 윔폴 스트리트 - 노마 셔러
- 원 나잇 오브 러브 - 그레이스 무어
- 오브 휴먼 본디지 - 베티 데이비스

### 감독상
- 어느 날 밤에 생긴 일 - 프랑크 카프라 수상
- 원 나잇 오브 러브 - 빅터 쉐트징거
- 그림자 없는 남자 - W.S. 밴 다이크

### 조감독상
- 비바 빌라! - 존 워터스 수상
- 클레오파트라 - 컬렌 테이트
- 슬픔은 그대 가슴에 - 스콧 R. 빌

### 각본상
- 맨하탄 멜로드라마 - 아서 시저 수상

### 각색상
- 어느 날 밤에 생긴 일 - 로버트 리스킨 수상

### 촬영상
- 클레오파트라 - 빅터 밀너 수상

### 편집상
- 에스키모 - 콘라드 A. 네비그 수상

### 미술상
- 메리 위도우 - 세드릭 기븐스 수상

### 음악상
- 원 나잇 오브 러브 - 빅터 쉐트징거 수상

### 주제가상
- 게이 디보시 - 콘 콘래드 수상

### 음향믹싱상
- 원 나잇 오브 러브 - 폴 닐 수상

### 아역상
- 셜리 템플 수상